# The Eastern Dark
The Eastern Dark fue una banda de rock australiana formada en la década de 1980 a partir de la agrupación The Celibate Rifles.

## Historia
La banda se formó en 1984 cuando el entonces bajista de Celibate Rifles, James Darroch, decidió abandonar la alineación y formar su propia banda. Darroch cambió el bajo por la guitarra y reclutó al batería Geoff Milne y al antiguo corista de Lime Spiders, Bill Gibson, al bajo. Tras algunos ensayos, los tres se convirtieron en The Eastern Dark, nombre basado en los cómics de The Phantom. El trío comenzó a tocar en directo en mayo de 1984, consiguiendo rápidamente apoyo local y ganando notoriedad por su costumbre de abrir cada actuación con una versión diferente de Ramones, recorriendo cronológicamente la discografía de la banda de punk estadounidense. Su primer sencillo, "Julie Is A Junkie/Johnny And Dee Dee", fue publicado por Waterfront Records en julio de 1985.
Con Rob Younger como productor, la banda grabó el EP Long Live The New Flesh! en 1986. El 4 de marzo de 1986, días después de terminar el EP y de camino a una serie de conciertos en Melbourne, la furgoneta del grupo se salió de la carretera; Darroch murió y Milne y Gibson fueron hospitalizados. Long Live the New Flesh! se publicó a título póstumo ese mismo año, y en 1989 se editó una colección de grabaciones en directo y maquetas bajo el título Girls on the Beach (With Cars). En 2000, Half A Cow Records publicó una recopilación en CD del material publicado anteriormente, Where Are All the Single Girls? (reeditada en 2010).

## Discografía
- Julie Is A Junkie/Johnny And Dee Dee [7"] (1985)
- Long Live the New Flesh! [EP] (1986)
- Girls on the Beach (With Cars) [2xLP] (1990)
- Where Are All the Single Girls? [CD] (2000)